# 維珍大西洋環球飛行者

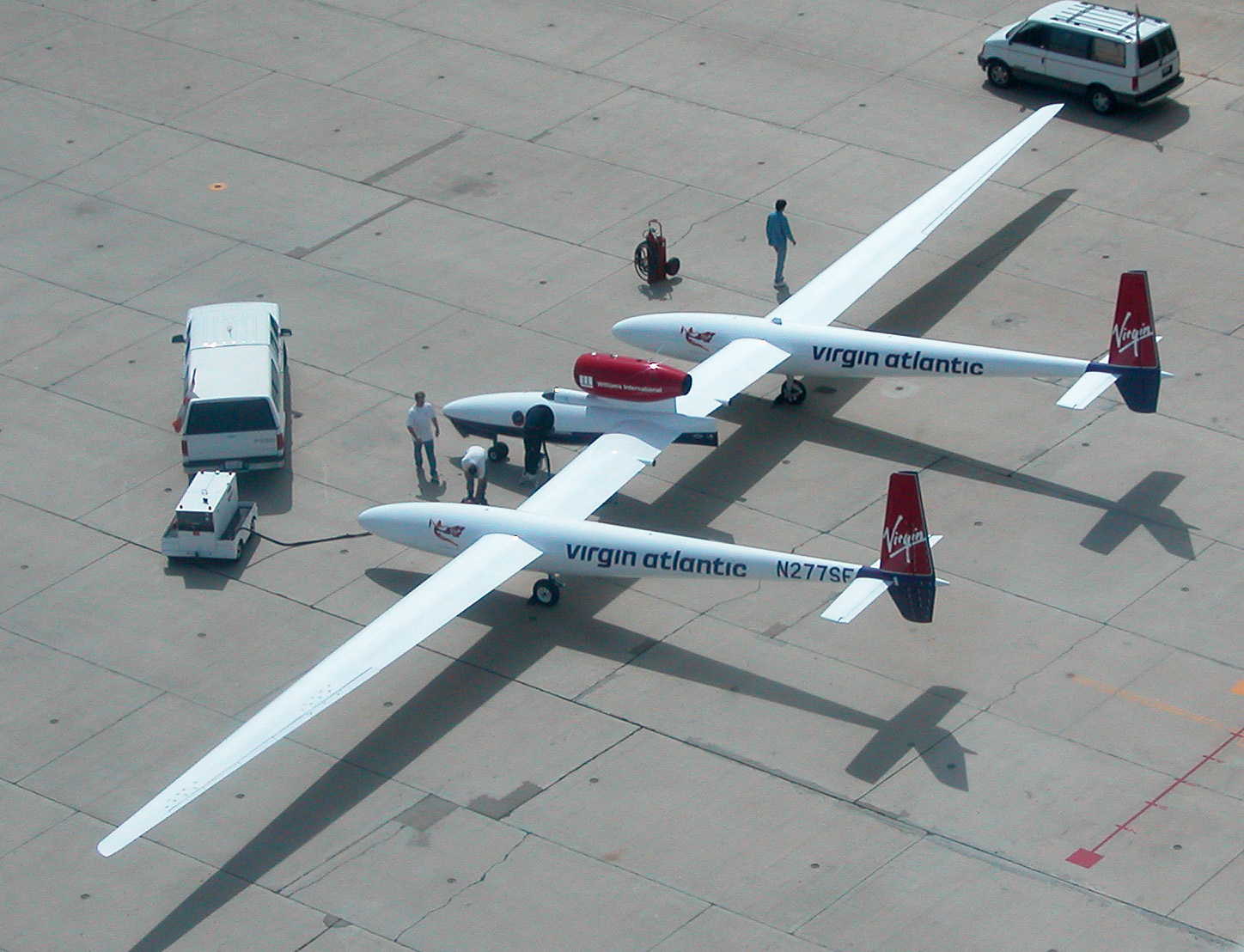
维珍大西洋环球飞行者在莫哈韦航空港

維珍大西洋環球飛行者（英語：Virgin Atlantic GlobalFlyer，航空器註冊編號N277SF）是一架實驗性單座噴射機。這架飛機由縮尺複合體公司工程師伯特·魯坦設計，其主要目標是實現單人不間斷環遊世界，且不需要中途降落或空中加油。2005年2月28日至2005年3月3日，美國企業家史蒂夫·福塞特便駕駛這架飛機，完成首次單人不間斷環球飛行。這次航行距離約36,898.04公里，起點與終點均設定在堪薩斯州薩林納，歷時67小時2分鐘38秒。
在這次飛行任務中，維珍大西洋環球飛行者共計創造八項國際航空聯盟的紀錄。其中，這次飛機環遊世界飛行以每小時590.7公里（每小時341.2英里）的平均飛行速度，打破此前伯特·魯坦設計的魯坦旅行者的每小時186.11公里（每小時115.65英里）紀錄，創造不間斷不加油環球航行速度的世界紀錄。

## 外部連結
- Scaled Composites home page
- SC Global Flyer page （页面存档备份，存于）
- GlobalFlyer Live Flight Tracking (archived)
- "Fossett launches record attempt" （页面存档备份，存于）, BBC News – March 1, 2005
- "Steve Fossett and Burt Rutan's Ultimate Solo: Behind the Scenes" (archived) (from Popular Mechanics)
- GlobalFlyer 的存檔，存档日期2015-03-01. at National Air and Space Museum